# 結節性多発動脈炎
結節性多発動脈炎（けっせつせいたはつどうみゃくえん、英語: Polyarteritis nodosa; PNまたはPAN）は全身性の炎症性疾患である。血管炎の一つであるが、中でも最も古くから知られており代表的な疾患である。

## 概念
原因は不明だが、血管に炎症がおこる慢性疾患である。血管は人体の全身に分布しているので、必然的に全身疾患となる。血管炎というものはいずれも特定のサイズの血管のみを傷害することが知られているが、本症は中小動脈を特異的におかす疾患である。

## 歴史
本症の発見の歴史は有名である。19世紀、西洋医学界は死亡例の剖検を行う事によって新たな病気を次々と発見していたが、その中の一つがこの結節性多発動脈炎であった。世界で初めて内視鏡を行ったことでも有名なアドルフ・クスマウルは1866年、原因不明に死亡した患者を解剖したところ、血管が数珠上にボコボコと結節状に腫れている（動脈瘤を形成している）のを発見した。顕微鏡で観察したところこれが炎症性の病変である事が判明し、血管周囲の炎症によって結節ができたことから結節性動脈周囲炎（Periarteritis nodosa）と名づけた。20世紀に入ると、本症として診断されていたもののうち中小動脈にのみ血管炎をおこすものと細小動脈に血管炎をおこすものに分類できる事が明らかとなり、前者を結節性多発動脈炎、後者を顕微鏡的多発血管炎と称して現在に至る。

## 疫学
ごく最近まで本症と顕微鏡的多発血管炎は混同される事が多かったので正確な情報は得づらいが、ヨーロッパでは100万人あたり数人の頻度であるとの報告がある。いずれにせよ極めて稀な疾患である。通常中年から壮年に発症し、やや男性に多い。

## 病因
不明である。B型肝炎ウイルスやヘアリーセル白血病の関与が示唆されているが、いずれも認めないものも多い。

## 症状
基本的には中小動脈があるところならどこにでも血管炎が起き得るので病変は多彩ではあるが、それでも病変がおきやすい臓器というものはある。
- 高血圧
腎病変に基づく高血圧が高頻度に見られる。
- 皮膚
皮膚を栄養する血管に血管炎が生じ、網状皮斑、皮膚潰瘍、紫斑、結節性紅斑がみられる。
- 腎臓
顕微鏡的多発血管炎や多発血管炎性肉芽腫症にあるような半月体形成性糸球体腎炎ではなく、中小動脈の血管壁の炎症細胞浸潤が特徴である。腎血管の障害が本態であるので高血圧をおこしやすく、最終的には腎不全に至る事も多い。腎生検が、診断に結びつくことは多い。
- 神経
神経を栄養する血管に血管炎が起こると、末梢神経障害を生じる。系統だっていない多発単神経炎のかたちをとりやすい。

中枢神経の血管炎は頻度が低いが、起こってしまうと脳梗塞や脳出血を起こし経過は重篤である。
- 消化管
腸を栄養する血管に血管炎が起こると（腸間膜動脈血管炎）、血便や消化管潰瘍の原因となる。大量の下血により生命の危機に陥る事もある。大腸内視鏡による潰瘍部の生検が診断に結びつく事がある。
- 心臓
心臓を栄養する血管に血管炎が起こると（冠動脈血管炎）、これは極めて重篤な心筋梗塞を起こす。通常の治療には反応せず、突然死の原因となることもある。
- 筋肉
筋肉を栄養する血管に血管炎が起こると、筋肉痛の原因となる。クレアチンキナーゼも上昇する。ただし本病変については、通常皮膚筋炎・多発性筋炎ほどの重症度ではない。
- 目
眼動脈に血管炎を起こすと、黒内障といって突然失明することがあるが稀である。

## 検査所見
白血球、CRPの上昇など非特異的な炎症所見が得られる。顕微鏡的多発血管炎においてはきわめて診断的なMPO-ANCAがあるのとは対照的に、本症では診断の手がかりとなるような検査所見は存在しない。
血管造影をおこなうと、特徴的な数珠状にはれた動脈瘤をみることがある。

## 病理所見
診断は、生検による病理学的検査によって得られる。生検による診断がなくても診断する事はあるが、可能ならば病理学的検査による確認があることが望ましい。中小動脈の動脈壁には好中球や単核球といった炎症細胞の浸潤がみられ、一部はフィブリノイド変性をおこしている。内・外弾性板の断裂がみられ、これが動脈瘤の形成の原因と考えられている。顕微鏡的多発血管炎と鑑別する為、細小動脈の壊死性血管炎がないこと、静脈の炎症がないことを確認する必要がある。

## 診断
特定疾患の認定基準が、診断にも用いられる。上記のような症状に発熱・体重減少をくわえたうちから2つ以上と病理学的検査結果があるものを「確実」、症状2つと血管造影または発熱・体重減少を含む症状6つ以上があるものを「疑い」とする。
本症は、当初の受診のきっかけが消化管出血、心筋梗塞、脳梗塞などである場合、診断までに時間がかかる事がある。一方、発熱が当初の主症状であると、わりと鑑別診断には挙がってくることになる。

## 治療
治療には、ステロイドを用いる。しかも、上記のように生命にかかわることが多く、また比較的難治性の自己免疫疾患であることを考えると、当初より高用量のステロイドを投与する事が通常である。効果がないと思ったら、シクロフォスファミドをはじめとする免疫抑制剤の投与もためらわず行う。また、重篤な臓器病変が生じたらそれに応じた治療も行う。たとえば心筋梗塞に対する冠動脈形成術や腎不全に対する透析治療などである。腎不全については、可能なら腎移植も考慮される。高血圧は積極的に治療した方が良いと思われ、ACE阻害薬が効果的である。

## 予後
治療法が開発されるまではきわめて不良であったが、現在では適切な治療により長期生存が充分見込まれる。しかし重篤な臓器病変がおこれば、疾患そのものの勢いをおさえることに成功したとしても、生命の危機におちいる事はまれではない。